# カール＝ハインリヒ・フォン・シュテュルプナーゲル
カール＝ハインリヒ・ルドルフ・ヴィルヘルム・フォン・シュテュルプナーゲル（Carl-Heinrich Rudolf Wilhelm von Stülpnagel, 1886年1月2日 - 1944年8月30日）は、ドイツの軍人。 最終階級は陸軍歩兵大将。1944年7月のヒトラー暗殺計画に加担し、失敗して処刑された。

## 経歴
ブランデンブルクの名門貴族でプロイセン王国軍人ヘルマン・フォン・シュテュルプナーゲル中将と、男爵家出身の母の間に、ベルリンで生まれる。第一次世界大戦に従軍し、1914年に第二級・第一級鉄十字章受章。1916年、荘園を所有する男爵の令嬢と結婚した。
陸軍参謀本部第三課長（外国陸軍および駐在武官担当）を経て、1938年から1940年のあいだ歩兵大将として陸軍参謀本部次長を務める。第二次世界大戦初期の1940年、西方電撃戦でフランスが降伏すると、独仏停戦委員会の委員長を12月まで務めた。ついで1941年10月まで第17軍司令官。
独ソ戦初期の1941年7月1日、シュテュルプナーゲルの第17軍が東ガリツィアのリヴィウを占領すると、ドイツのゲシュタポ及び親衛隊保安部隊の特務グループ、ドイツ軍に協力する外国人志願兵や地元のウクライナ人市民などが同市のユダヤ人4000人を殺害した。ソビエト連邦側の発表によれば、このポグロムは第17軍司令部の教唆によるもので、ナチス・ドイツの指導部もこの出来事を「自浄作用」と肯定的に評価したという。シュテュルプナーゲル個人がこの出来事にどの程度関わっていたかは明らかではない。ただしこの説を唱えているのはスターリン時代のプロパガンダのみで、他に史料は残っていない。
1941年11月、フランス軍政長官に転じ、パリに駐在する。前任の軍政長官オットー・フォン・シュテュルプナーゲルは遠い親戚に当たる。
ヒトラー暗殺計画に加担するが、1944年7月20日の決行では、シュテュルプナーゲルはパリのクーデター側として、SSの兵士や、カール・オーベルク親衛隊中将とヘルムート・クノッヘン大佐の逮捕に成功し、日付が変わった7月20日午前0時時点で、SDの職員1200名の逮捕に成功した。しかし、結局ベルリンのクーデターは失敗に終わり、SSの面子のためにも、国防軍との間でパリのクーデターは演習ということにして片付けられ、シュテュルプナーゲルは逮捕された。拳銃自殺を試みて失敗しシュテュルプナーゲルは、人民法廷で死刑判決を受け、ベルリン・プレッツェンゼーの監獄で絞首刑となった。

## エピソード
1945年に刊行されたエルンスト・ユンガーの著書、『平和―ヨーロッパの青年への言葉、世界の青年への言葉』の序文にはシュテュルプナーゲルへの賛辞が述べられている。本書は元々1941年に書かれ1943年にはほぼ全体が完成していたが、以前からナチに目をつけられていたユンガーは出版を断念しており、国防軍における彼の上司であったシュテュルプナーゲルは彼と原稿の庇護につとめ、戦後、ユンガーから「騎士的人物」と称賛された。